# Pteroptrix longiclavata
Pteroptrix longiclavata is een vliesvleugelig insect uit de familie Aphelinidae. De wetenschappelijke naam is voor het eerst geldig gepubliceerd in 1988 door Shafee, Siddiqui & Rizvi.